# 桑原福保
桑原福保（くわばら ふくほ、1907年（明治40年）11月4日 - 1963年（昭和38年）7月18日）は、日本の洋画家。家族や日常風景を題材とした写実的な作品を多く残す。

## 略歴
山梨県東八代郡境川村寺尾（笛吹市）に生まれる。父は神主の腎蔵、母は志ん。桑原家には四男三女があり、福保は長男。幼少期から洋画を志し、油彩画を手がける。
1927年（昭和2年）3月に山梨県師範学校（山梨大学）本科第一部を、翌1928年（昭和3年）3月に山梨県師範学校専攻科を卒業後、同年4月から山梨県中巨摩郡田之岡村（南アルプス市）の八田尋常小学校に美術教師として勤務する傍ら制作活動を行う。同年12月10日には母の志んが死去。
大正期から昭和初期にかけて、中央画壇ではフォービズムの影響を受けた画風や日本的な油彩画、写実などの画風や前衛美術運動が活発化しており、山梨においても赤蓼会が甲府で展覧会を開催し、土屋義郎らが中心となり岸田劉生をはじめとする草土社の画風に影響された写実表現を展開していた。福保もこの時期に草土社的な画風で「鯖」を手がけている。
1933年（昭和8年）4月には上京し、東京府東京市王子区（東京都北区）の第二岩渕尋常小学校の教員となる。同年には洋画家の熊岡美彦に師事し、夜間は熊岡洋画研究所で学ぶ。1939年（昭和14年）には結婚。後に4人の子に恵まれる(4人目は死別)1944年（昭和19年）には志願して海軍省嘱託となり、広島県佐伯郡小方村（広島県大竹市）の海軍潜水学校に派遣される。
1936年（昭和11年）には文展で初入選して以来、文展や日展、師の熊岡や斎藤与里が創設した東光展、山梨美術協会展などに出展を重ね、1954年（昭和29年）には第10回日展において「魚市場にて」が岡田賞を受賞する。
昭和戦前期・戦中期には「宇佐美の海岸」（1936年）、「老農夫」（1940年）、「Ｕ子像」（1939年）などの作品があり、他の画家の影響を受けた作品が多く、デフォルメにも積極的に取り組んでいる。また、背景には表現主義を取り入れ、都市風俗の描写にも力を入れている。戦中には防空壕を掘る様子を描いた「或る日の家族」（1943年）などの作品もあり、当時の過酷な社会状況を日常風景として描いている。
戦後は山梨に帰郷し、アトリエ付きの自宅で画業を営み、戦後に中央で流行した抽象表現にも取り組んでいる。一方で甲府市愛宕町に桑原絵画研究所を開いて後身の育成も行い、竹田稔、清水美生、石川甚栄、船窪敏夫、早川ニ三郎らを輩出する。1958年（昭和33年）10月から一年半をかけてアメリカからフランス、イタリア、ドイツ、オランダ、ベルギー、イギリス、スペインへ渡り、各地の風景を描いた。1963年（昭和38年）に死去、享年55。
2002年には山梨県立美術館において「桑原福保展-山梨に見る写実の流れ-」が開催された。